# Roland Stauder
Roland Stauder (1 de mayo de 1972) es un deportista italiano que compitió en ciclismo de montaña en la disciplina de campo a través. Ganó una medalla de plata en el Campeonato Europeo de Ciclismo de Montaña en Maratón de 2004.

## Medallero internacional
| Campeonato Europeo | Campeonato Europeo  | Campeonato Europeo | Campeonato Europeo |
| Año                | Lugar               | Medalla            | Competición        |
| ------------------ | ------------------- | ------------------ | ------------------ |
| 2004               | Wałbrzych (Polonia) | Medalla de plata   | Campo a través     |